# Tração animal

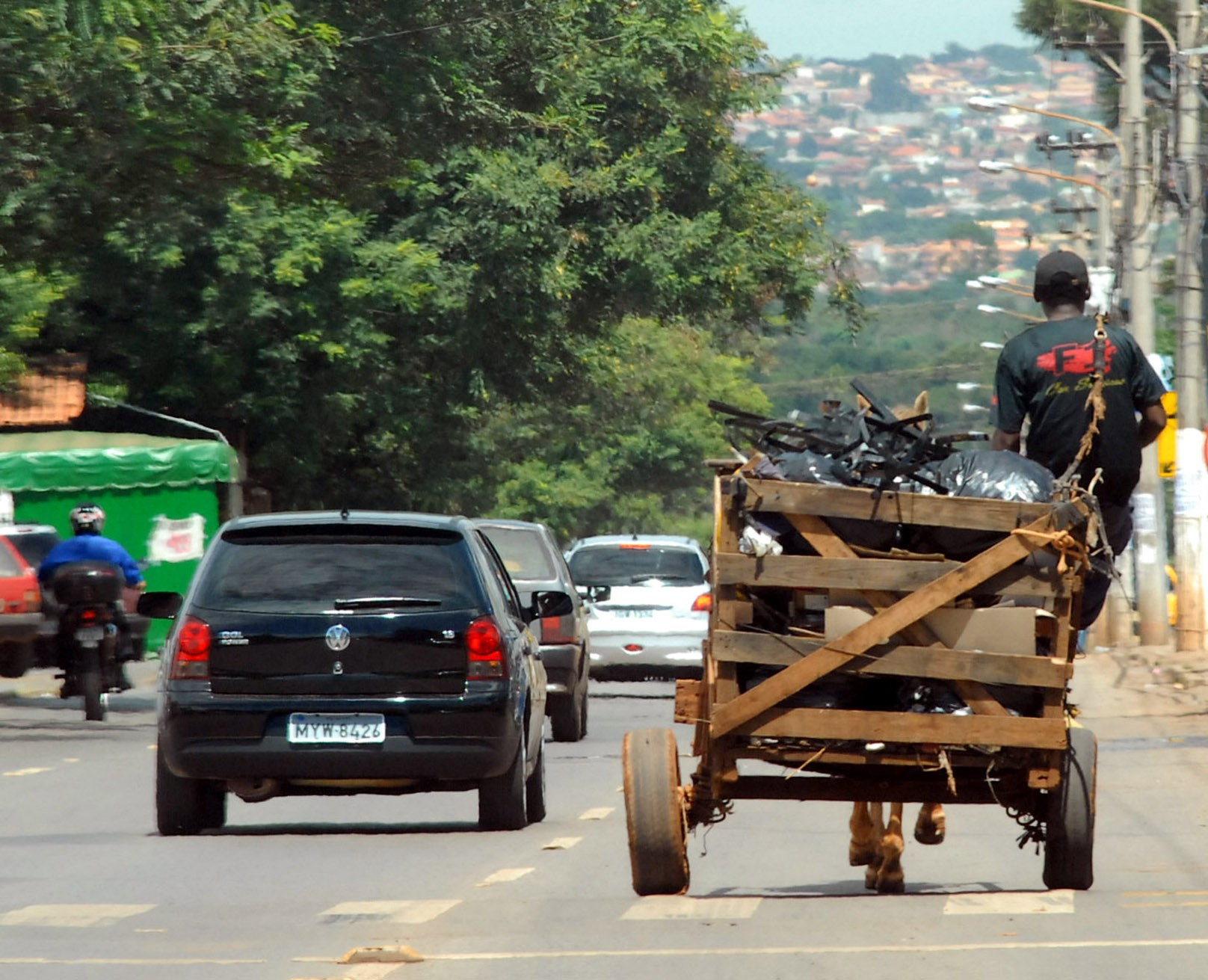
Veículo de tração animal

Tração animal é o ato de um animal mover um veículo (carroça, carruagem etc.) ou um aparelho (como um moinho, por exemplo). A tração animal, hoje, é pouco utilizada, pois, a partir da Revolução Industrial, os animais foram em grande parte substituídos nessa função pelas máquinas.
O transporte de tração animal é o mais antigo meio de transporte usado pelo ser humano.
Desde a pré-história que o homem tem vindo a tentar utilizar animais domesticados para o ajudar em viagens (existem provas de cavalos domesticados há cerca de 5600 anos), carregando os seus pertences, ou levando o próprio indivíduo a monte, permitindo que este obtenha uma viagem menos cansativa e mais rápida, principalmente em viagens de longa distância.
Este ponto da história foi crucial para o desenvolvimento do Homem, conduzindo ao nomadismo e expansão territorial.
Foi também fundamental para a invenção da carroça, puxada por cavalos ou por bois, com a ajuda da recém inventada roda.
Mas houve também outras espécies a serem domesticadas para este propósito, como os camelos, ainda usados hoje em dia por certas tribos nômades comerciantes do Norte e Centro da África e península arábica, como os tuaregues.
O uso de animais como principal instrumento de trabalho foi auxiliado primeiro por máquinas simples, como a alavanca. Depois, com a Revolução Industrial e a utilização de máquinas a vapor, os motores e a explosão substituíram a força animal. No início, a potência de um motor, por exemplo, era medida de acordo com o números de cavalos necessários para fazer o mesmo trabalho.
Tipos de veículos com tração animal:
- Berlinda
- Bonde
- Caleche
- Carroça
- Carruagem
- Diligência